# منتخب سويسرا لاتحاد الرغبي
منتخب سويسرا الوطني لإتحاد الرغبي هو ممثل سويسرا الرسمي في المنافسات الدولية في اتحاد الرغبي ، تأسس في 11 أبريل 1973.

## وصلات خارجية
- الموقع الرسمي